# Høydalsfjorden
Høydalsfjorden er en fjordarm af Solheimsfjorden i Flora kommunei Vestland fylke i Norge. Fjorden ligger lige syd for Florø og strækker sig 13 kilometer mod sydøst. Fjorden har to indløb, et mellem Ålvorsundet på vestsiden af Ålvora og et større indløb mellem Ålvora og Neståa. Like indenfor indløbet ligger de to øer Litle og Store Timberøya og længere inde i fjorden ligger Hjortøya. Syd for Litle Timberøya ligger Stongasundet mellem øen Stavøy og fastlandet. Sundet går mod syd til Brufjorden.
Der ligger flere landbrug på nordsiden af fjorden som Holmesund og Steinhovden. Syd for Hjortøya ligger Langeneset som strækker sig 2 kilometer mod nordvest i fjorden. Helt inde, på nordsiden af næsset ligger Høydal, som har givet navn til fjorden. Nord for Høydal smalner fjorden ind og de sidste 2,5 kilometrene ind til bunden af fjorden kaldes Osstrupen.
Fv 542 går langs sydsiden af fjorden og krydser Osstrupen. På nordsiden af fjorden går Fv 543.
- Udsigt over Høydalsfjorden mod vest, fra Langeneset. Fortegnet panorama. 
Foto: 2015
- Udsigt over Høydalsfjorden mod øst, fra Langeneset. Fortegnet panorama. 
Foto: 2015
- Fylkesvei 542 går over Osstrupen bro, en betonbro over Osstrupen, en fjordarm af Høydalsfjorden. Fortegnet panorama. 
Foto: 2015